# Scultura genovese
La scultura genovese si è sviluppata attraverso i secoli come espressione dell'identità artistica della città, trovando spazio in contesti religiosi, civili e funerari. Influenzata da stili e maestranze esterne, si distingue per la capacità di adattare elementi decorativi e simbolici alle esigenze locali, lasciando un segno duraturo sia nell'architettura sia nei monumenti cittadini.

## Il medioevo

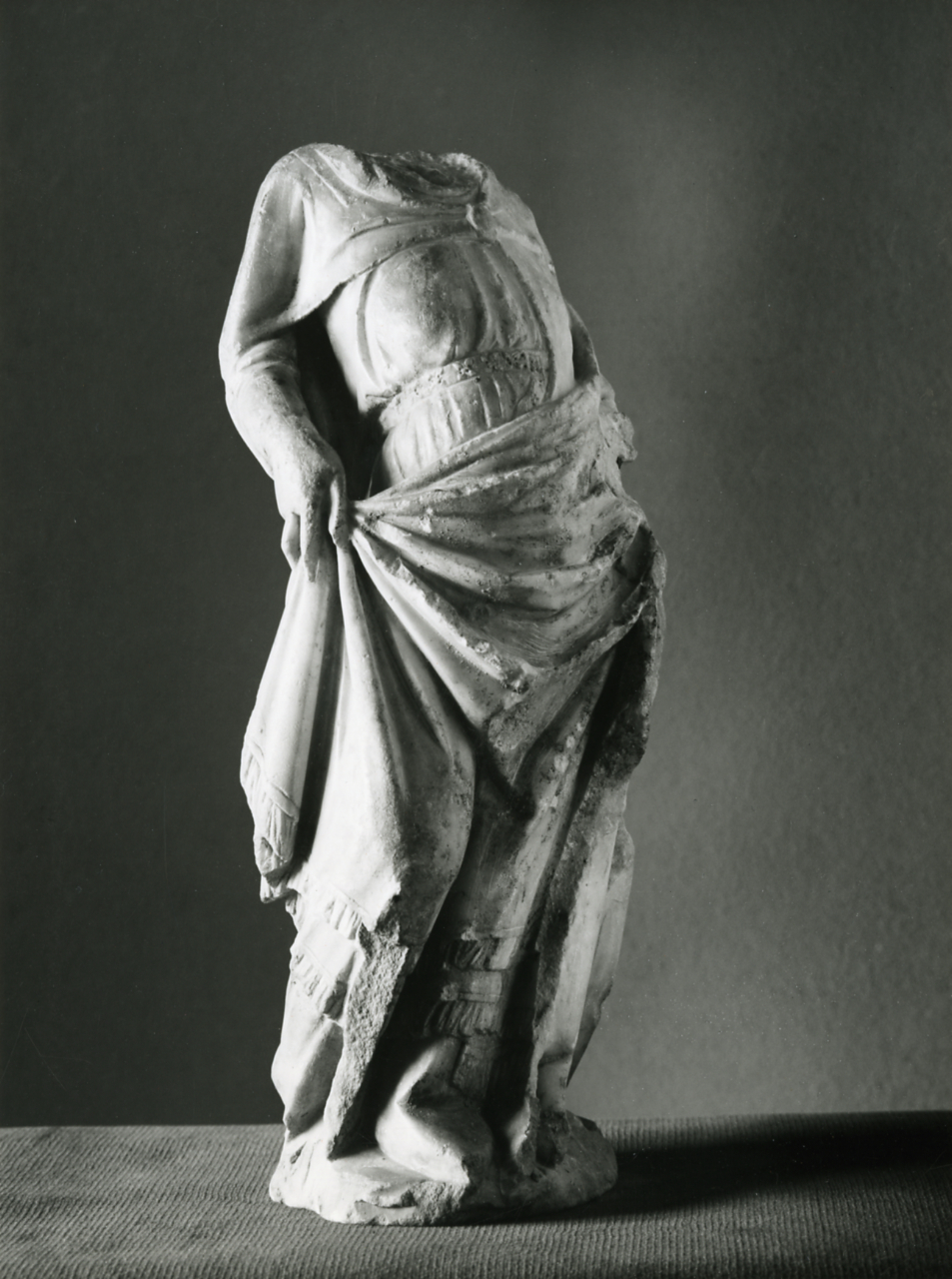
Madonna di Pisano (1313; Genova, Palazzo Rosso).

Le prime testimonianze della scultura genovese medievale mostrano una forte connessione con le tradizioni artistiche romaniche, influenzate sia da maestranze locali che da apporti esterni. Tra gli esempi più significativi, il portale della Chiesa di San Donato, databile al XII secolo, presenta capitelli scolpiti con motivi vegetali e figure zoomorfe stilizzate, tipici del linguaggio simbolico romanico. In Santa Maria di Castello, spiccano i rilievi marmorei del chiostro, decorati con scene bibliche e figure allegoriche, segno di una committenza colta e attenta alla trasmissione di messaggi spirituali.
La Cattedrale di San Lorenzo rappresenta un punto di snodo importante per l’evoluzione della scultura locale. Qui, il portale maggiore e quello laterale, realizzati tra XII e XIII secolo, mostrano un avanzamento nella tecnica scultorea, con una maggiore complessità compositiva. Si possono osservare figure umane inserite in narrazioni articolate, come il Giudizio Universale e la Vita di San Lorenzo, rese con un dinamismo che anticipa i primi tratti gotici.
Tra gli artisti attivi a Genova nel periodo gotico spiccano le opere della bottega di Giovanni Pisano (anche se Toscano d'origine, si può collocare effettivamente come massimo esempio di scultura genovese medievale), che influenzarono profondamente la scultura della città. Un esempio lampante è il monumento funebre di Margherita di Brabante nella Chiesa di San Francesco di Castelletto, realizzato nel 1311 da Giovanni di Balduccio, un allievo di Pisano. Quest’opera combina l’eleganza gotica delle figure con una narrazione più vivida, visibile nelle pieghe dei drappeggi e nell’espressione dei volti.
Anche i portali delle chiese minori, come quello di San Matteo, riflettono questa transizione stilistica. Qui, l’adozione di archi a sesto acuto e la presenza di statue a tutto tondo nelle lunette segnano un netto distacco dalla sobrietà romanica, avvicinandosi ai canoni gotici internazionali. Un esempio di rilievo è il portale marmoreo della famiglia Doria, ornato con stemmi, figure allegoriche e scene sacre che celebrano il prestigio dei committenti.

## Il rinascimento

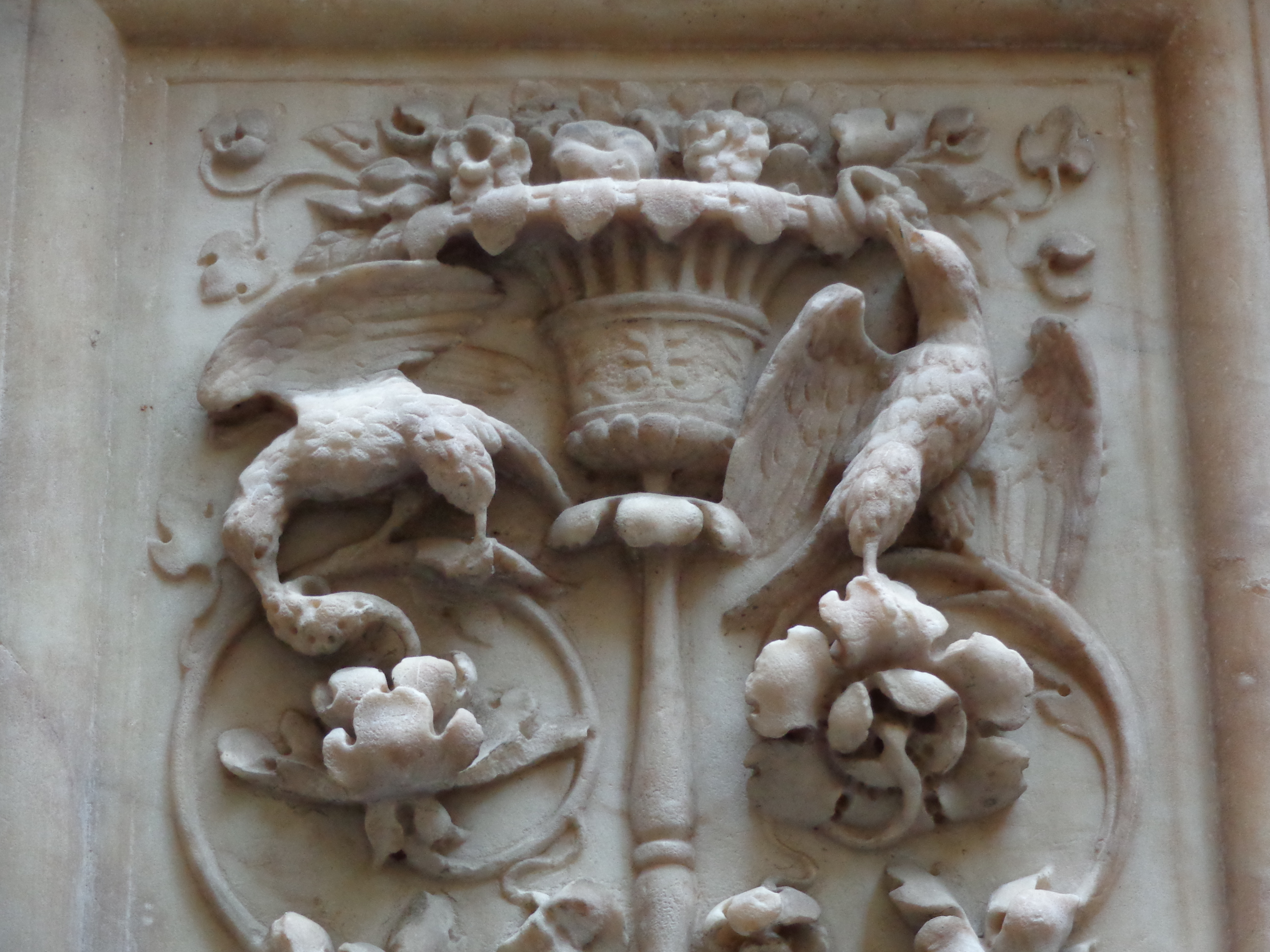
Genova, Palazzo Lorenzo Cattaneo, particolare della decorazione del portale di Antonio della Porta

Il Rinascimento rappresenta un momento cruciale per la scultura ligure, che si arricchisce grazie all’influenza di artisti provenienti da aree culturalmente vivaci come la Toscana e la Lombardia, pur sviluppando una propria identità. Tra i protagonisti spicca Giovanni Gagini, autore del celebre Arco di Trionfo dedicato a Cristoforo Colombo nella Chiesa di San Matteo, un’opera che fonde raffinatezza tecnica e monumentalità, caratteristiche tipiche del linguaggio rinascimentale.
Si deve citare obbligatoriamente Antonio Della Porta, noto come "Tamagnino", che realizzò numerosi rilievi e altari per le chiese genovesi. Tra le sue opere più apprezzate figura il tabernacolo marmoreo della Chiesa di San Lorenzo, dove la complessità narrativa si unisce a un equilibrio compositivo con figure eleganti e dinamiche.
Anche il ruolo della bottega dei Gagini è fondamentale: Domenico Gagini, padre di Giovanni, è autore di importanti lavori in marmo, come il monumento funebre di Luca Spinola, caratterizzato da una delicatezza nei dettagli e da un uso sapiente delle proporzioni. Le loro creazioni riflettono una continua ricerca della perfezione formale e una padronanza nell’uso del marmo di Carrara, che divenne il materiale preferito per commissioni di alto prestigio.
Un altro esempio rilevante è il monumento funebre di Gian Luigi Fieschi, situato nella Basilica di Carignano e attribuito ad artisti vicini alla scuola lombarda. Quest’opera, con i suoi rilievi raffinati e l’attenzione ai particolari anatomici, dimostra il gusto per la rappresentazione realistica e idealizzata insieme.

## Il barocco ed il rococò

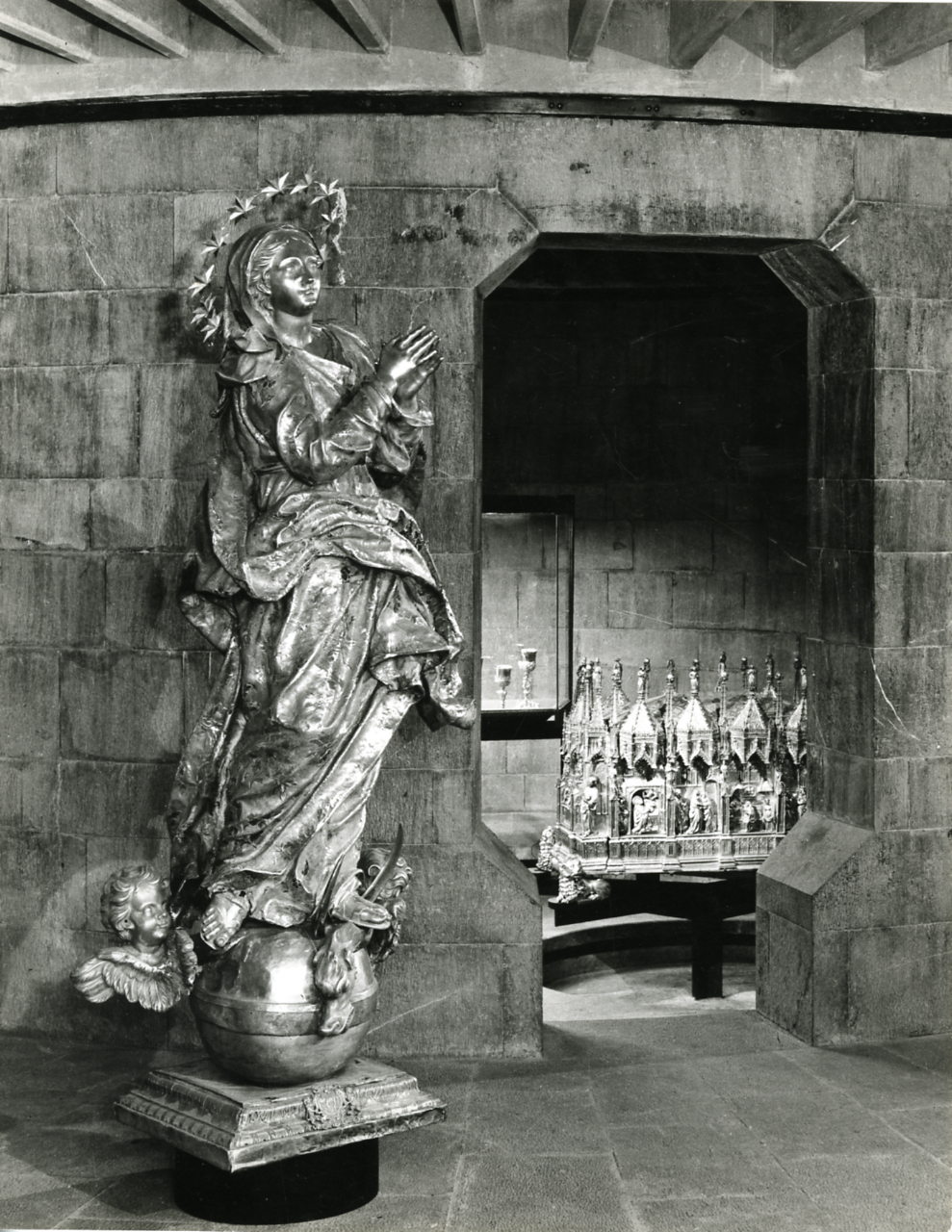
Statua dell' Immacolata, Museo del tesoro della cattedrale di San Lorenzo, Genova. Foto di Paolo Monti, 1963.

Il Barocco rappresenta l’apice del movimento scultoreo, un periodo in cui la città si afferma come un importante centro artistico europeo. Tra i principali interpreti di questo stile vi è Anton Maria Maragliano, celebre per le sue statue lignee policrome. Le sue opere, come il celebre Crocifisso processionale della Confraternita di San Giovanni Battista, si distinguono per il dinamismo delle pose, la ricchezza cromatica e l’intensità emotiva, elementi che le resero molto richieste per le celebrazioni religiose. Accanto a lui operano artisti come Francesco Schiaffino, noto per la sua maestria nel marmo, autore di altari monumentali e decorazioni scultoree per la Basilica della Santissima Annunziata del Vastato.
Nel primo Settecento, mentre il Barocco evolve verso il Rococò, la scultura genovese si arricchisce di dettagli ornamentali più delicati, spesso integrati nelle sontuose decorazioni dei palazzi nobiliari. Esempi significativi si trovano nelle residenze dei Rolli, come Palazzo Rosso e Palazzo Reale, dove statue e stucchi dialogano con gli affreschi e gli arredi per creare un effetto di spettacolare armonia.

## XVIII secolo

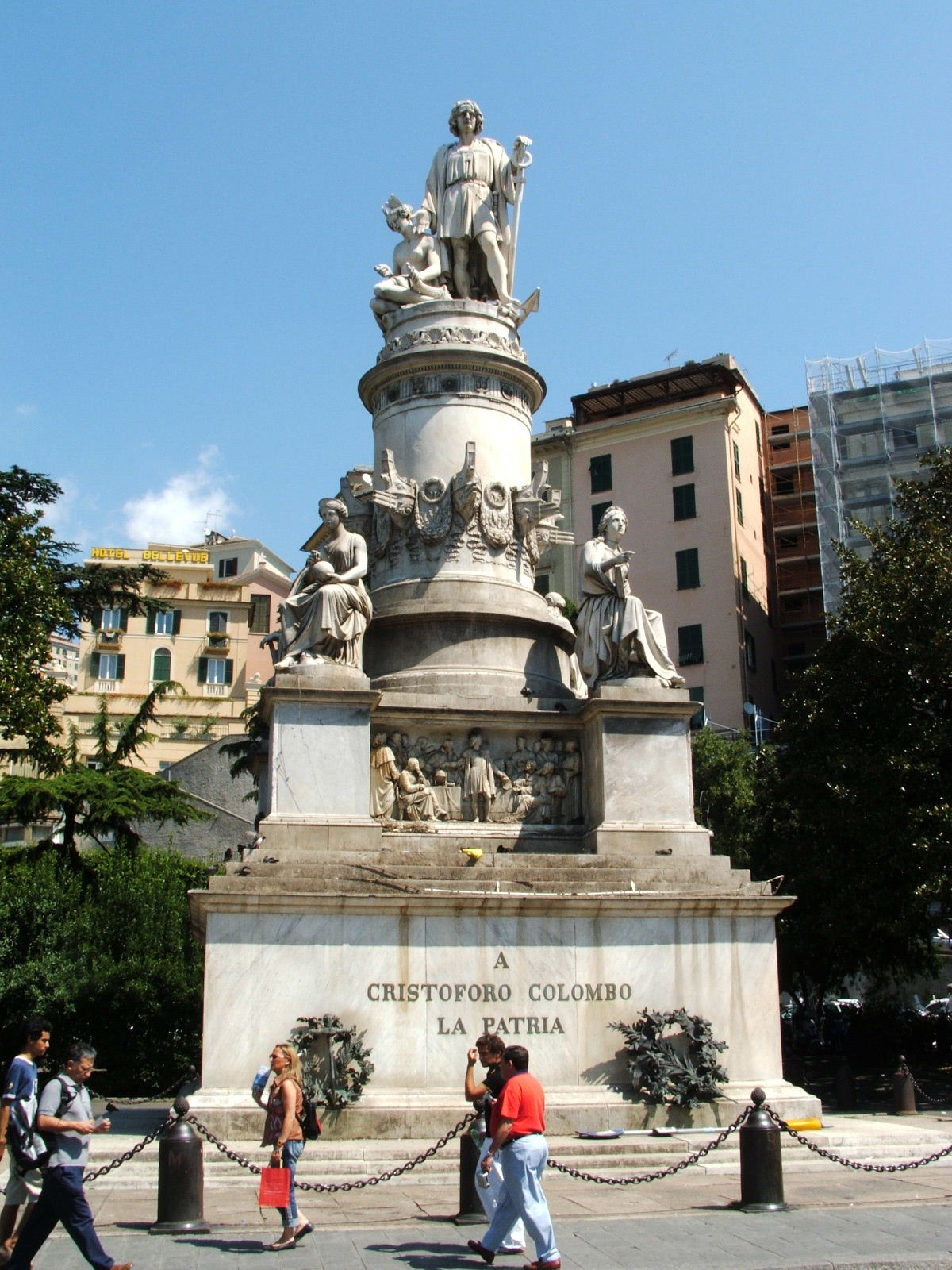
Monumento a Colombo in piazza Acquaverde.

Con l’avvento del Neoclassicismo alla fine del XVIII secolo, la scultura genovese subisce un profondo rinnovamento. Figure come Giuseppe Gaggini incarnano il ritorno alla semplicità e all’armonia delle forme classiche, realizzando opere che celebrano la virtù e la grandezza dell’antichità. Tra i suoi lavori spiccano le decorazioni marmoree per il Cimitero Monumentale di Staglieno, inaugurato nel 1851, che diviene un vero e proprio museo a cielo aperto. Questo cimitero ospita monumenti funebri di straordinaria bellezza, realizzati da scultori come Santo Varni e Demetrio Paernio, che intrecciano realismo e allegoria, catturando con incredibile precisione i volti e le emozioni dei committenti.

## XIX e XX secolo
I lavori compiuti fra la fine del XIX secolo e l'inizio del XX secolo dominano il panorama scultoreo genovese, considerata l'enorme possibilità di applicazione della tecnica scultorea pur in una terra in cui anche la semplice difficoltà di rinvenire pietra morbida ne aveva limitato lo sviluppo.
Gli ingenti capitali messi a disposizione dalla borghesia genovese, desiderosa di essere perpetuata ai posteri in modo duraturo, permisero tuttavia l'uso di una gran quantità di marmo.
All'interno del movimento scultoreo genovese va rimarcata l'opera fondamentale di colui che fu sicuramente uno dei maggiori caposcuola: Santo Varni. Tra gli scultori della scuola genovese anche Edoardo Alfieri, Eugenio Baroni, Leonardo Bistolfi, Edoardo De Albertis, Giulio Monteverde, Carlo Rubatto, Antonio Santagata, Giovanni Battista Tassara, Giovanni Battista Villa.

## Il legno policromo
Un elemento distintivo della scultura genovese è rappresentato dalla tradizione del legno policromo, che tra il XVI e il XVIII secolo assume un ruolo di primo piano nell’arte sacra. Le statue processionali, spesso realizzate per confraternite religiose, riflettono un’intensa spiritualità e un sorprendente realismo, grazie all’abilità degli scultori nel combinare legno, pigmenti e dorature. Questa tradizione è studiata in modo approfondito dallo storico Daniele Sanguineti.